# Castiglione del Lago
Castiglione del Lago é uma comuna italiana da região da Umbria, província de Perugia, com cerca de 14.186 habitantes. Estende-se por uma área de 205 km², tendo uma densidade populacional de 69 hab/km². Faz fronteira com Chiusi (SI), Città della Pieve, Cortona (AR), Magione, Montepulciano (SI), Paciano, Panicale, Passignano sul Trasimeno, Tuoro sul Trasimeno.
Pertence à rede das Aldeias mais bonitas de Itália.

## Demografia
| Variação demográfica do município entre 1861 e 2011                               |
|                                                                                   |
| Fonte: Istituto Nazionale di Statistica (ISTAT) - Elaboração gráfica da Wikipedia |